# 현악 사중주 14번 (슈베르트)

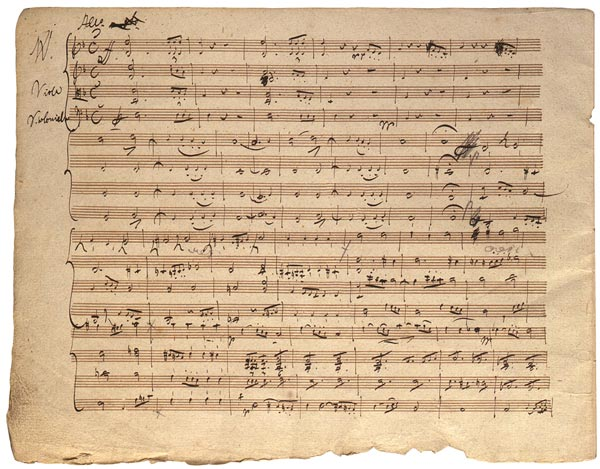
Mary Flagler Cary Music Collection, Morgan Library, New York의 죽음과 소녀 4중주 원본

《현악 4중주 14번 라단조 '죽음과 소녀' D.810》는 프란츠 슈베르트의 작품이다. 1824년 작곡가가 심각한 병에 걸려 죽어가고 있다는 것을 알게 된 후 작곡되었다. 슈베르트가 1817년에 같은 제목으로 쓴 노래에서 따온 2 악장 주제에서 따온 이름이다.
4중주는 1826년 개인 주택에서 처음 연주되었으며 슈베르트가 사망한 지 3년 후인 1831년까지 출판되지 않았다. 전체 4중주는 포르티시모에서 피아니시모로, 서정적인 것에서 강렬하고 극적인 것으로 갑작스러운 극적인 전환이 특징이다. 
네 개의 악장으로 구성되어 있다.